# Jacques Gaillard (Skisportler)
Jacques Gaillard (* 16. August 1950) ist ein ehemaliger französischer Skisportler und heutiger Skisprungtrainer.

## Werdegang
Gaillard gab sein internationales Debüt als Skispringer bei der Vierschanzentournee 1970/71. Nach einem enttäuschenden 65. Platz auf der Schattenbergschanze in Oberstdorf sprang er in Garmisch-Partenkirchen auf den 29. Platz. Nachdem er jedoch an dieses Ergebnis weder in Innsbruck noch in Bischofshofen anknüpfen konnte, beendete er die Tournee auf dem 58. Platz der Gesamtwertung.
Auch bei der folgenden Vierschanzentournee 1971/72 verpasste er in allen Springen einen Platz in den Top 80 und beendete die Tournee als 94. der Gesamtwertung. Trotz dieses Misserfolges gehörte er zum Kader für die Olympischen Winterspiele 1972 im japanischen Sapporo. Neben dem Skispringen trat er erstmals auch in der Nordischen Kombination an. Erreichte er im Skispringen von der Großschanze nur Rang 51, landete er im Gundersen-Einzel der Kombination auf Platz 35. Bis zum Ende der 1970er Jahre war er der einzige Franzose auf internationaler Ebene in dieser Sportart.
Bei der Vierschanzentournee 1972/73 konnte Gaillard sich nur leicht verbessern und wurde 92. der Gesamtwertung. Bestes Einzelergebnis war der 87. Platz in Oberstdorf. Eine weitere Leistungssteigerung erfuhr er bei der Vierschanzentournee 1973/74, bevor er seine beste Vierschanzentournee 1974/75 als 56. abschloss. Bestes Ergebnis war dabei der 47. Platz in Oberstdorf. Seine letzte Vierschanzentournee 1975/76 schloss er schließlich als 79. ab.
Sein letztes internationales Turnier waren die Olympischen Winterspiele 1976 in Innsbruck. Hier startete Gaillard jedoch nur noch in der Nordischen Kombination und erreichte im Einzel den 25. Platz.

### Trainerkarriere
Nach dem Ende seiner aktiven Karriere 1978 arbeitete Gaillard als Skisprungtrainer. Er war ab 1987 Cheftrainer der französischen Nordischen Kombinierer, die mit einem Höhepunkt in der Saison 1991/1992, insbesondere bei den Olympischen Winterspielen 1992, mehrere Jahre lang erfolgreich wurden (allen voran Fabrice Guy und Sylvain Guillaume). Von 2007 bis nach den Olympischen Winterspielen 2014 in Sotschi betreute er das entstehende französische Frauen-Nationalteam im Skispringen und erreichte vor allem mit den olympischen und WM-Bronzemedaillen von Coline Mattel einen weiteren Trainererfolg.

## Erfolge

### Vierschanzentournee-Platzierungen
| Saison  | Platz | Punkte |
| ------- | ----- | ------ |
| 1970/71 | 58.   | 650,1  |
| 1971/72 | 94.   | 468,0  |
| 1972/73 | 92.   | 324,4  |
| 1973/74 | 86.   | 475,2  |
| 1974/75 | 56.   | 618,8  |
| 1975/76 | 79.   | 445,5  |